# Castell de Requesens
Castell de Requesens är ett slott i Spanien.   Det ligger i provinsen Província de Girona och regionen Katalonien, i den östra delen av landet, 600 km öster om huvudstaden Madrid. Castell de Requesens ligger 493 meter över havet.
Terrängen runt Castell de Requesens är varierad, och sluttar söderut. Runt Castell de Requesens är det glesbefolkat, med 19 invånare per kvadratkilometer. Närmaste större samhälle är Llançà, 19,4 km sydost om Castell de Requesens. 